# Morti nel 1998/Marzo
| Questa pagina contiene informazioni ricavate automaticamente dalle voci biografiche con l'ausilio del template Bio e di un bot. L'aggiornamento è periodico e automatico e ricostruisce completamente la pagina. Se manca una persona in questa lista, sei pregato di non aggiungerla, ma accertati piuttosto che la sua voce biografica contenga il template Bio e che i dati anagrafici siano correttamente compilati. Se il template Bio manca, inseriscilo tu stesso o, in alternativa, metti l'avviso {{tmp\|Bio}} che ne segnala la mancanza. Se i dati riportati sono sbagliati, correggi direttamente la voce biografica; le modifiche saranno visibili in questa lista entro pochi giorni. Per chiarimenti vedi il progetto biografie. La lista contiene solo le 115 persone che sono citate nell'enciclopedia e per le quali è stato implementato correttamente il template Bio. Pagina aggiornata al 3 mar 2024. |

- 1º marzo - Mario Andreis, calciatore italiano (n. 1916)
- 1º marzo - Jean Marie Julien Balland, cardinale e arcivescovo cattolico francese (n. 1934)
- 1º marzo - Miltiadīs Carydīs, direttore d'orchestra greco (n. 1923)
- 1º marzo - Archie Goodwin, fumettista, curatore editoriale e artista statunitense (n. 1937)
- 1º marzo - Toti Scialoja, pittore e poeta italiano (n. 1914)
- 2 marzo - Lidia Bianchi, storica dell'arte, museologa e funzionaria italiana (n. 1912)
- 2 marzo - Henry Steele Commager, storico statunitense (n. 1902)
- 2 marzo - Darcy O'Brien, scrittore statunitense (n. 1939)
- 2 marzo - Marc Sautet, scrittore, filosofo e insegnante francese (n. 1947)
- 2 marzo - Dario Savio, calciatore italiano (n. 1912)
- 3 marzo - Giuseppe Caron, politico italiano (n. 1904)
- 4 marzo - Antonio Alsúa, calciatore e allenatore di calcio spagnolo (n. 1919)
- 4 marzo - Betty Bird, attrice austriaca (n. 1901)
- 4 marzo - Donald Rodney, artista britannico (n. 1961)
- 5 marzo - Maria Basaglia, traduttrice, sceneggiatrice e regista italiana (n. 1912)
- 5 marzo - Egle Renata Trincanato, architetta italiana (n. 1910)
- 5 marzo - Donald Woods, attore canadese (n. 1906)
- 6 marzo - John Allin, vescovo anglicano statunitense (n. 1921)
- 6 marzo - Emilio Alonso, cestista cubano (n. 1913)
- 6 marzo - Giuseppe Belmonte, militare e agente segreto italiano (n. 1929)
- 6 marzo - Vanna Vanni, attrice italiana (n. 1915)
- 7 marzo - Bill Cable, attore, stuntman e modello statunitense (n. 1946)
- 7 marzo - Josep Escolà, calciatore spagnolo (n. 1914)
- 7 marzo - Karen Holtsmark, pittrice norvegese (n. 1907)
- 7 marzo - Adem Jashari, patriota albanese (n. 1955)
- 7 marzo - Paulius Rabikauskas, presbitero e teologo lituano (n. 1920)
- 7 marzo - Leonie Rysanek, soprano austriaco (n. 1926)
- 7 marzo - Wanda Tettoni, attrice e doppiatrice italiana (n. 1910)
- 8 marzo - Laurie Beechman, attrice e cantante statunitense (n. 1953)
- 8 marzo - Ettore Bentsik, dirigente d'azienda e politico italiano (n. 1932)
- 8 marzo - Luigi Boccadoro, vescovo cattolico italiano (n. 1911)
- 8 marzo - Alexandre Gemignani, cestista brasiliano (n. 1925)
- 8 marzo - Jim Haggarty, hockeista su ghiaccio canadese (n. 1914)
- 8 marzo - Oleg Pavlovič Nikolaevskij, regista sovietico (n. 1922)
- 8 marzo - Peter Nilson, scrittore svedese (n. 1937)
- 8 marzo - Ray Nitschke, giocatore di football americano statunitense (n. 1936)
- 8 marzo - Alberto Sartoris, architetto italiano (n. 1901)
- 9 marzo - Jacques Abtey, agente segreto francese (n. 1908)
- 9 marzo - Anton Luli, gesuita albanese (n. 1910)
- 9 marzo - Lisa Morpurgo, scrittrice e astrologa italiana (n. 1923)
- 9 marzo - Anna Maria Ortese, scrittrice italiana (n. 1914)
- 9 marzo - Ulrich Schamoni, regista e sceneggiatore tedesco (n. 1939)
- 10 marzo - Lloyd Bridges, attore statunitense (n. 1913)
- 10 marzo - Alberto Morrocco, pittore britannico (n. 1917)
- 11 marzo - Buddy Jeannette, cestista, allenatore di pallacanestro e dirigente sportivo statunitense (n. 1917)
- 11 marzo - Lajos Májer, calciatore ungherese (n. 1956)
- 11 marzo - Nino Konis Santana, politico est-timorese (n. 1957)
- 11 marzo - Jean Shiley, altista statunitense (n. 1911)
- 11 marzo - Mária Szánthó, artista ungherese (n. 1897)
- 12 marzo - Jozef Kroner, attore slovacco (n. 1924)
- 12 marzo - Kate Ross, scrittrice statunitense (n. 1956)
- 12 marzo - Beatrice Wood, artista e ceramista statunitense (n. 1893)
- 13 marzo - Claudio Gora, attore e regista italiano (n. 1913)
- 13 marzo - Hans von Ohain, ingegnere aeronautico tedesco (n. 1911)
- 13 marzo - Bill Reid, artista canadese (n. 1920)
- 13 marzo - Abdelmalek Sayad, sociologo e filosofo algerino (n. 1933)
- 13 marzo - Peter Sillett, calciatore inglese (n. 1933)
- 13 marzo - Kōshō Uchiyama, monaco buddhista giapponese (n. 1912)
- 14 marzo - Dave Minor, cestista statunitense (n. 1922)
- 14 marzo - Leo Sotorník, ginnasta cecoslovacco (n. 1926)
- 15 marzo - Gennadij Evrjužichin, calciatore sovietico (n. 1944)
- 15 marzo - Tim Maia, cantante e compositore brasiliano (n. 1942)
- 15 marzo - Maud Mannoni, psicoanalista francese (n. 1923)
- 15 marzo - Dušan Pašek, hockeista su ghiaccio e dirigente sportivo cecoslovacco (n. 1960)
- 15 marzo - Camille Plubeau, militare e aviatore francese (n. 1910)
- 15 marzo - Benjamin Spock, pediatra e educatore statunitense (n. 1903)
- 15 marzo - Clemens Wientjes, calciatore tedesco (n. 1920)
- 16 marzo - Derek Harold Richard Barton, chimico britannico (n. 1918)
- 16 marzo - Fernando Clemente, architetto e urbanista italiano (n. 1917)
- 16 marzo - Antonio Mazza, vescovo cattolico italiano (n. 1919)
- 16 marzo - Guillermo Verdugo, cestista cileno
- 17 marzo - Cliff Barker, cestista e allenatore di pallacanestro statunitense (n. 1921)
- 17 marzo - Roberto Dionigi, filosofo italiano (n. 1941)
- 17 marzo - Helen Westcott, attrice statunitense (n. 1928)
- 18 marzo - Salvatore Notarrigo, fisico italiano (n. 1931)
- 19 marzo - George Child-Villiers, visconte di Villiers, nobile inglese (n. 1948)
- 19 marzo - Hanzade Sultan, principessa ottomana (n. 1923)
- 19 marzo - Catherine Sauvage, cantante e attrice francese (n. 1929)
- 19 marzo - Hideo Shima, ingegnere e dirigente d'azienda giapponese (n. 1901)
- 21 marzo - Ben Bagley, produttore teatrale e produttore discografico statunitense (n. 1933)
- 21 marzo - Galina Sergeevna Ulanova, danzatrice sovietica (n. 1910)
- 22 marzo - Jean-Pierre Brucato, calciatore francese (n. 1944)
- 22 marzo - John Richard Keating, vescovo cattolico statunitense (n. 1934)
- 22 marzo - Shōichi Nishimura, allenatore di calcio e calciatore giapponese (n. 1912)
- 23 marzo - Edoardo Alfieri, scultore italiano (n. 1913)
- 23 marzo - Gerald Stano, assassino seriale statunitense (n. 1951)
- 23 marzo - Georges Taisne, calciatore francese (n. 1904)
- 24 marzo - Armando Belletti, calciatore italiano (n. 1914)
- 24 marzo - Antenore Marmiroli, allenatore di calcio e calciatore italiano (n. 1919)
- 24 marzo - António Ribeiro, cardinale e patriarca cattolico portoghese (n. 1928)
- 25 marzo - Daniel Massey, attore britannico (n. 1933)
- 25 marzo - Anselmo Pucci, politico e sindacalista italiano (n. 1923)
- 25 marzo - Steven Schiff, politico e avvocato statunitense (n. 1947)
- 27 marzo - Julio César Britos, calciatore uruguaiano (n. 1926)
- 27 marzo - John William Comber, vescovo cattolico e missionario statunitense (n. 1906)
- 27 marzo - David McClelland, psicologo statunitense (n. 1917)
- 27 marzo - Ferdinand Anton Ernst Porsche, imprenditore austriaco (n. 1909)
- 28 marzo - Antonín Rýgr, allenatore di calcio e calciatore cecoslovacco (n. 1921)
- 28 marzo - Paulo Ubiratan, regista e produttore televisivo brasiliano (n. 1947)
- 28 marzo - Luigi Vietti, architetto e urbanista italiano (n. 1903)
- 29 marzo - Richard Bellamy, gallerista e mercante d'arte statunitense (n. 1927)
- 29 marzo - Giuliano Biagetti, regista e sceneggiatore italiano (n. 1925)
- 29 marzo - Kvitka Cisyk, cantante statunitense (n. 1953)
- 29 marzo - Eugene Walter, attore e scrittore statunitense (n. 1921)
- 30 marzo - Ramsay Ames, attrice, cantante e ballerina statunitense (n. 1919)
- 30 marzo - Pierre Angel, calciatore e allenatore di calcio francese (n. 1924)
- 30 marzo - Michèle Arnaud, cantante francese (n. 1919)
- 30 marzo - Massimo Franciosa, sceneggiatore, regista e scrittore italiano (n. 1924)
- 30 marzo - Lorenzo Gazzari, calciatore italiano (n. 1907)
- 30 marzo - Primo Moroni, scrittore italiano (n. 1936)
- 31 marzo - Bella Abzug, attivista e politica statunitense (n. 1920)
- 31 marzo - Tim Flock, pilota automobilistico statunitense (n. 1924)
- 31 marzo - Carlos Santamaría, calciatore argentino (n. 1912)
- 31 marzo - Valentin Selivanov, regista sovietico (n. 1938)
- 31 marzo - Roger Vandooren, calciatore francese (n. 1923)